# (1640) Немо
(1640) Немо (лат. Nemo) — астероид, относящийся к группе астероидов пересекающих орбиту Марса и принадлежащий к светлому спектральному классу S. Он был открыт 31 августа 1951 года бельгийским астрономом Сильвеном Ареном в обсерватории Уккел и назван в честь капитана Немо, вымышленного персонажа романов Жюля Верна.